# Pukkeenluoto
Pukkeenluoto är en ö i Finland. Den ligger i Skärgårdshavet och i kommunen Gustavs i den ekonomiska regionen  Nystadsregionen i landskapet Egentliga Finland, i den sydvästra delen av landet. Ön ligger omkring 60 kilometer väster om Åbo och omkring 210 kilometer väster om Helsingfors.
Öns area är 64,5 hektar och dess största längd är 1,5 kilometer i nord-sydlig riktning. Ön höjer sig omkring 30 meter över havsytan.